# Districtul Myjava

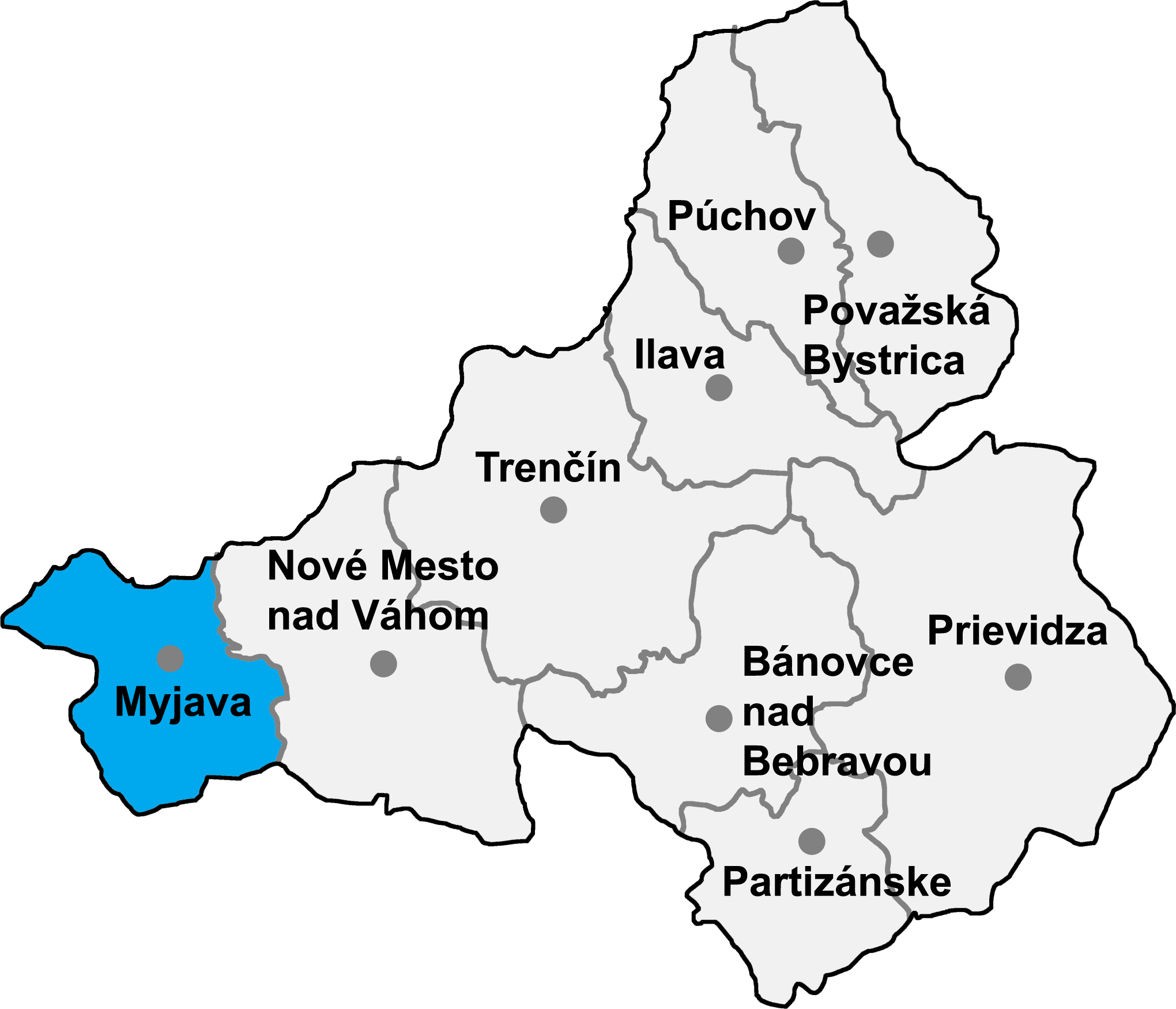
Districtul Myjava

Districtul Myjava (okres Myjava) este un district în Slovacia vestică, în Regiunea Trenčín. 

## Demografie
| An:                | 1994   | 2004   | 2014   | 2024   |
| ------------------ | ------ | ------ | ------ | ------ |
| Număr de persoane: | 30.018 | 28.527 | 27.083 | 24.809 |
| Diferență:         |        | −4,96% | −5,06% | −8,39% |

| An:                | 2023   | 2024   |
| ------------------ | ------ | ------ |
| Număr de persoane: | 25.013 | 24.809 |
| Diferență:         |        | −0,81% |

## Comune
- Brestovec
- Brezová pod Bradlom
- Bukovec
- Hrašné
- Chvojnica
- Jablonka
- Kostolné
- Košariská
- Krajné
- Myjava
- Podkylava
- Polianka
- Poriadie
- Priepasné
- Rudník
- Stará Myjava
- Vrbovce